# 英仙座ο
英仙座ο，又名BD+31 642，HD 23180、SAO 56673、HR 1131，是英仙座的一颗恒星，视星等为3.83，位于銀經160.36，銀緯-17.74，其B1900.0坐标为赤經3h 38m 2.7s，赤緯+31° -17.74′ 18″。